# 1992 UL8
1992 UL8 är en asteroid i huvudbältet som upptäcktes den 31 oktober 1992 av de japanska astronomerna Yoshio Kushida och Osamu Muramatsu vid Yatsugatake-Kobuchizawa-observatoriet.
Asteroiden har en diameter på ungefär 6 kilometer.